# العرم (المكلا)

تعديل مصدري - تعديل

العرم هي إحدى قرى عزلة المكلا بمديرية المكلا التابعة لمحافظة حضرموت، بلغ تعداد سكانها 97 نسمة حسب تعداد اليمن لعام 2004.